# 300 North LaSalle
300 North LaSalle è un grattacielo situato sulla riva nord del fiume Chicago, nell'area della comunità del North Side di Chicago, Illinois.

## Caratteristiche
L'edificio presenta 121.770 metri quadrati di spazio per uffici, negozi, ristoranti e spazi pubblici, oltre a tre livelli di parcheggio sotterraneo ed è stato costruito dal 2006 al 2009. Presenta 60 piani ed è alto 239 metri. Grazie alla sua posizione sulla riva nord del fiume Chicago, l'edificio dispone di un giardino pubblico illuminato da mezzo acro, con accesso diretto al bordo del fiume.
300 North LaSalle ha ottenuto la certificazione Platinum nella categoria LEED per edifici esistenti (EB) degli Stati Uniti Green Building, il punteggio più alto possibile. La torre in precedenza aveva ricevuto la certificazione Gold ai sensi del LEED per il sistema di classificazione Core & Shell (CS).
L'edificio è stato venduto dalle società Hines nel 2010, a KBS REIT II, Inc. e poi di nuovo a The Irvine Company nel 2014.